# کاخ لا رکولتا

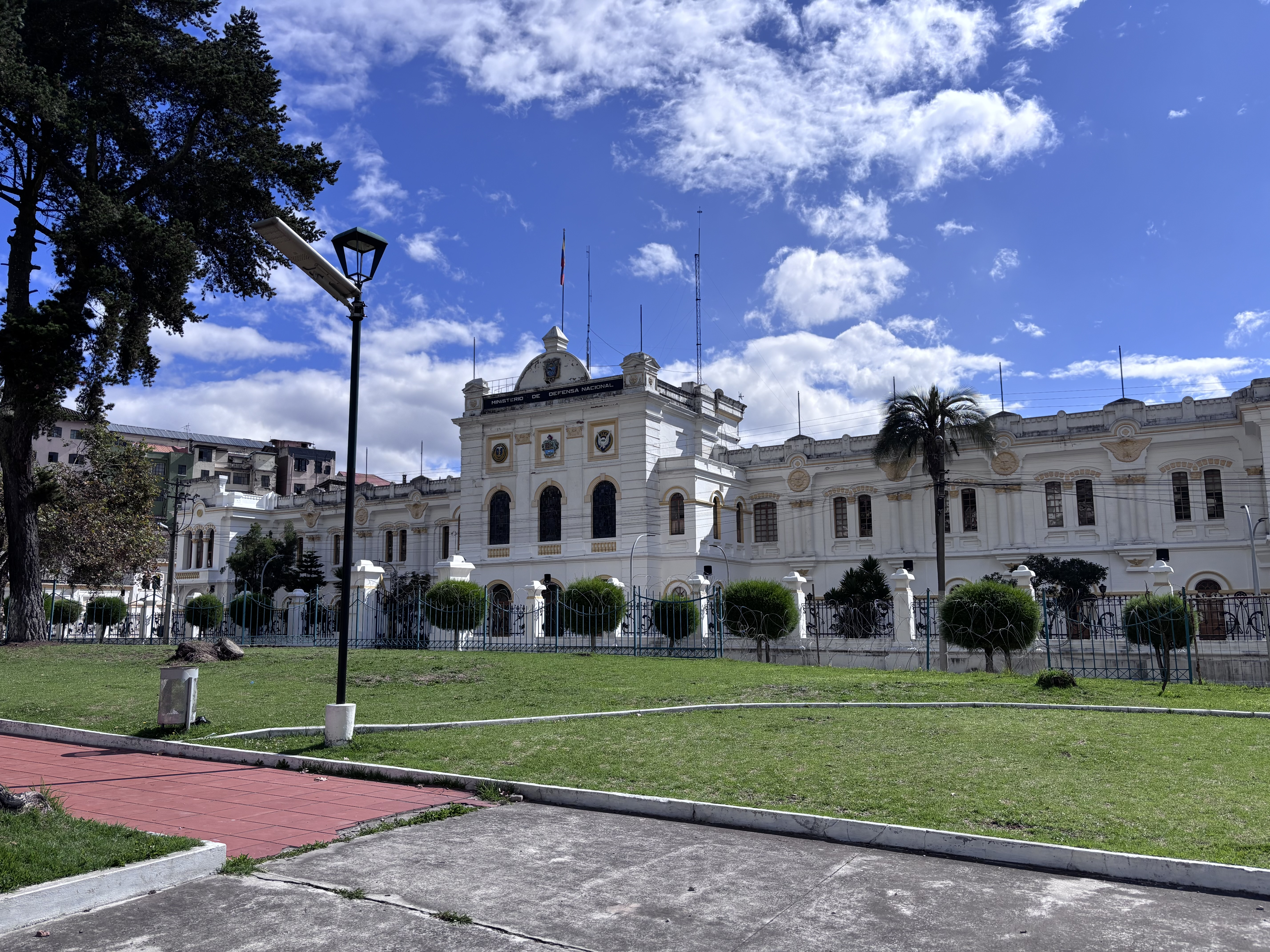

کاخ لا رِکولِتا (به اسپانیایی: Palacio de La Recoleta) (کاخ نمایشگاه، وزارت دفاع) ساختمانی با ماهیت کاخ در شهر کیتو (اکوادور) است که در منطقه لا رکولتا، در منتهی‌الیه جنوب شرقی مرکز تاریخی شهر واقع شده است. این ساختمان در حال حاضر محل استقرار وزارت دفاع اکوادور است و به همین نام نیز شناخته می‌شود.

## تاریخچه

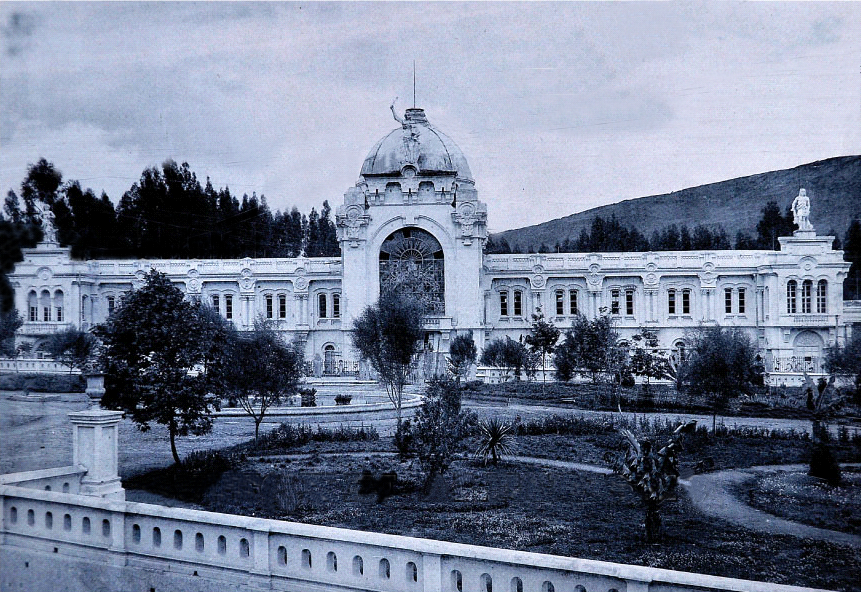
کاخ و پارک در سال ۱۹۰۹.

کاخ لا رکولتا در سال ۱۹۰۸ به دستور رئیس‌جمهور وقت، ژنرال الوی آلفارو، برای میزبانی نمایشگاه ملی ساخته شد. این نمایشگاه قرار بود صدمین سالگرد اولین فریاد استقلال کشور را که در ۱۰ اوت ۱۸۰۹ رخ داده بود، گرامی بدارد. طرح‌های اولیه این بنا توسط معمار خوسه ماریا پریرا و به سفارش شخصی آلفارو طراحی شد.
این ساختمان در ۱۰ اوت ۱۹۰۹ طی مراسمی رسمی افتتاح شد که در آن مقامات کشوری، نظامی و مذهبی، به‌همراه اعضای اشرافیت کیتو حضور داشتند. در ۸ سپتامبر همان سال، یعنی نزدیک به یک ماه پس از مراسم افتتاحیه، ساختمان به روی عموم گشوده شد و میزبان «نمایشگاه بین‌المللی نمونه‌ها» گردید، که دلیل اصلی ساخت آن بود. کشورهای شیلی، کلمبیا، پرو، فرانسه، ایالات متحده، اسپانیا، ایتالیا، ژاپن و البته اکوادور در این نمایشگاه شرکت داشتند.
در اواخر سال ۱۹۱۲، دولت کاخ لا رکولتا را به مدرسه نظامی واگذار کرد. این مدرسه تا سال ۱۹۳۷ در این مکان مستقر بود تا اینکه ساختمان به وزارت دفاع اکوادور واگذار شد. در حال حاضر، علاوه بر این وزارتخانه، کاخ میزبان دفاتر ستاد مشترک نیروهای مسلح، ارتش، نیروی دریایی، نیروی هوایی و همچنین شورای عالی دفاع ملی است.

### مرمت
ارزش تاریخی این ساختمان باعث شد که روند مستحکمی از حفاظت و مرمت آن آغاز شود که از سال ۱۹۸۷ کلید خورد. همچنین، باید به ابتکار مقامات وزارت دفاع اشاره کرد که از سال ۲۰۰۱ پروژه نورپردازی نمای ساختمان و زیباسازی پارک لا رکولتا را آغاز کردند. این پارک که در مجاورت کاخ قرار دارد، در اوایل الگو:قرن محل آرامش و گفتگوهای اجتماعی شهروندان کیتو بود.

## معماری

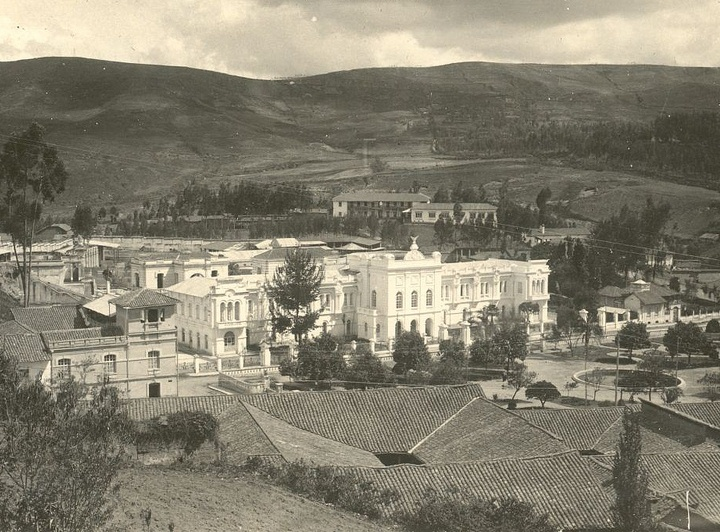
کاخ در سال ۱۹۱۵، پس از زلزله ۱۹۱۴ که باعث فروریختن گنبد شد.

کاخ بر روی ستون‌های بتن مسلح ساخته شده است که در گذشته از سازه‌ای آهنی به‌شکل گنبد نیز پشتیبانی می‌کردند. این گنبد ۳۰ متر ارتفاع داشت و تاج آن با مجسمه برنزی یک کندور مزین شده بود. طراحی معماری آن بر اساس سبک معماری نئوکلاسیک شکل گرفته است که از مدل‌های وارد شده به اکوادور توسط معمار ایتالیایی جیاکومو رادیکونچینی در اوایل الگو:قرن الهام گرفته است.
در سال ۱۹۱۴، یک زلزله شدید به ساختمان اصلی آسیب رساند و برای بازسازی آن، گنبد بخش مرکزی حذف شد. در نتیجه، نمای کاخ با ظاهری ساده‌تر و ماهیتی نظامی بازطراحی شد و از آن زمان تاکنون، برخی عناصر هنر نو نیز در بخش مرکزی آن به چشم می‌خورد.